# Österreichische Botschaft in Bukarest

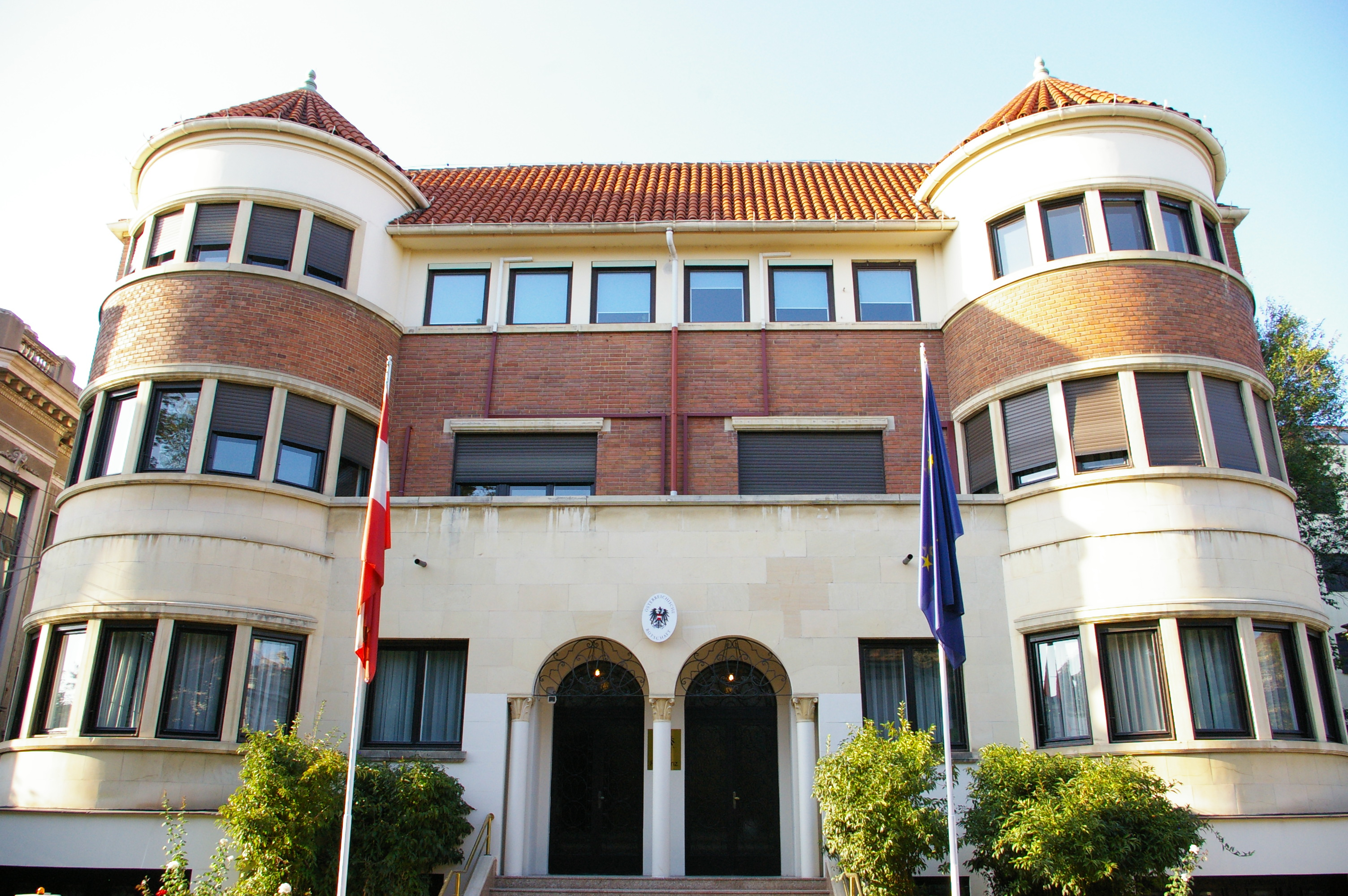
Österreichische Botschaft Bukarest

Die Österreichische Botschaft in Bukarest ist die ständige diplomatische Vertretung der Republik Österreich in Rumänien.

## Geschichte der österreichischen diplomatischen Vertretung in Rumänien

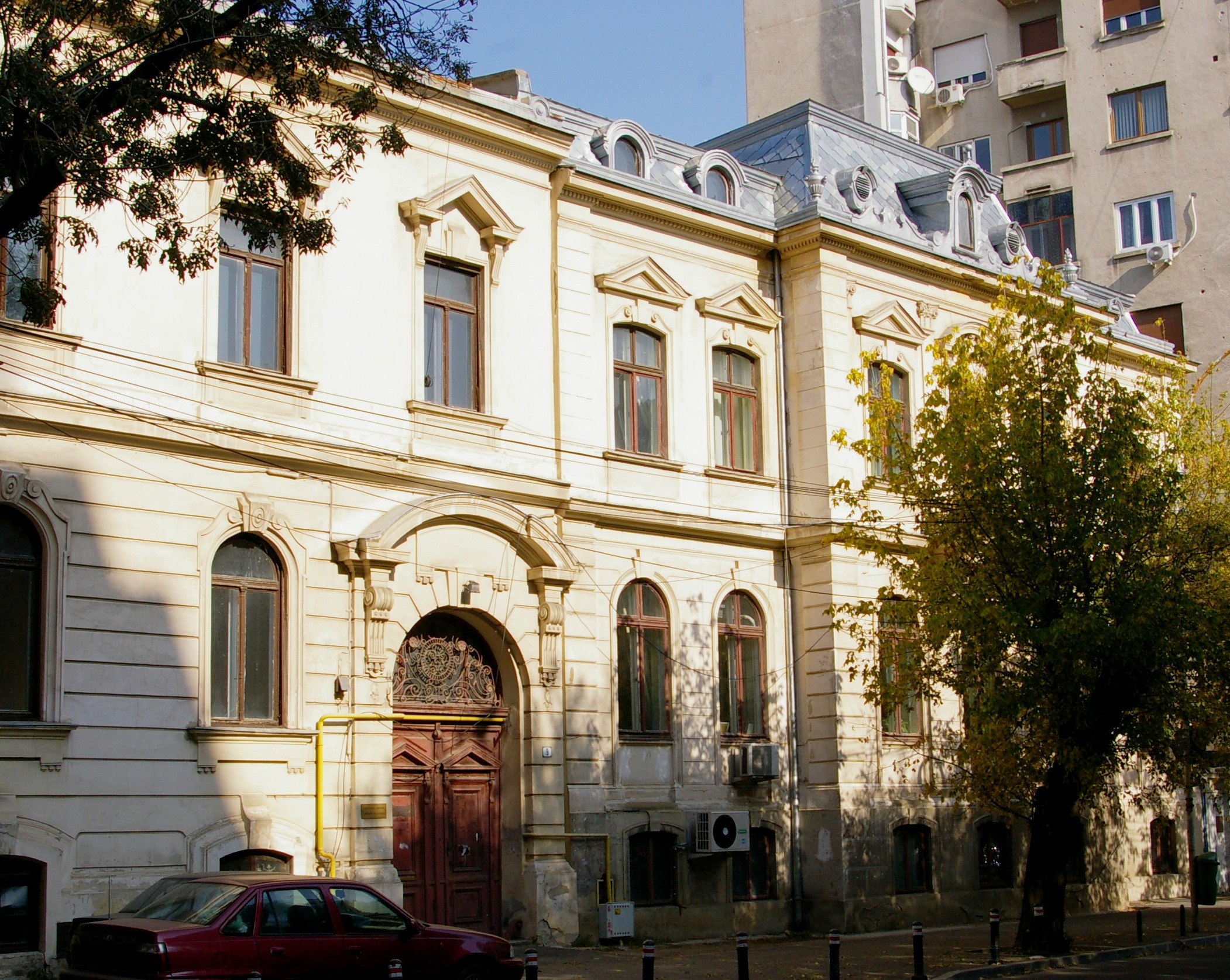
Ehemaliger Sitz der k. u. k. Gesandtschaft in Bukarest

Die k. u. k. Gesandtschaft in Rumänien befand sich bis 1918 in einem Palais in der Strada Vienei Nr. 9 (heute Strada Dobrescu I. Demetru, nahe Piaţa Revoluţiei). Als letzte Gesandte Österreich-Ungarns in Rumänien wirkten Karl Emil Prinz zu Fürstenberg sowie sein Nachfolger Ottokar Theobald Otto Maria Graf Czernin von und zu Chudenitz vom 25. Oktober 1913 bis 27. August 1916 (dann Außenminister 1916 bis 1918). Infolge des Kriegszustandes zwischen Österreich-Ungarn und Rumänien wurde der Posten nicht nachbesetzt.
Nach dem Ersten Weltkrieg wurde das gesamte Gebäude 1922 an Österreich und an Ungarn zurückgegeben. 1935 erfolgte eine Realteilung der Liegenschaft, die bis dahin von beiden Parteien gemeinsam genutzt worden war. Während des Zweiten Weltkrieges fiel das Gebäude an das Deutsche Reich und wurde auch von dessen „Sonderbeauftragten für Wirtschaftsfragen“ genutzt. Nach Ende des Krieges zog Rumänien das gesamte deutsche Eigentum ein und hielt es der Sowjetunion für etwaige Reparationsansprüche zur Verfügung.
1945 wurden die österreichisch-rumänischen Beziehungen wieder aufgenommen. Legationsrat Herbert Schmidt, der erste politische Vertreter Österreichs nach dem Zweiten Weltkrieg, musste seine Arbeit in einer provisorischen Kanzlei am Bulevardul Republicii aufnehmen, in der auch noch eine Mietwohnung untergebracht war. Wien pochte lange Zeit vergebens auf die Entfernung dieser Mietspartei und zog sogar eine vorübergehende Schließung der Vertretung in Erwägung. 1953 bis 1956 arbeitete die Vertretung unter ebenfalls unbefriedigenden Umständen in der Strada Dimitrie Obrescu Nr. 7. Im Jahr 1955, nachdem die Österreichische Vertretung in den Rang einer Gesandtschaft erhoben worden war, stellte Rumänien das heutige Botschaftsgebäude in der Strada Dumbrava Roşie zur Verfügung. Gegen einen Verzicht auf die Ansprüche am Haus in der Strada Dobrescu I. Demetru wurden der Republik Österreich die Eigentumsrechte im Januar 1957 übertragen.
Errichtet wurde das Gebäude vom einflussreichen rumänischen Medikamentenimporteur Cameniţa für seine Familie und jene seines Bruders.

## Organisation und Standorte der diplomatischen Vertretungen
Das Botschaftsgebäude in Bukarest, Sektor 2, Strada Dumbrava Roşie nr. 7, beherbergt Residenz, diplomatische Vertretung, Konsulat, Kulturforum sowie Büros des Verteidigungs- und des Agrarattaché und ein Verbindungsbüro des Bundesministeriums für Inneres.
Das österreichische Außenwirtschaftscenter (Handelsabteilung der Botschaft) befindet sich unweit der Botschaft in einem eigenständigen Gebäude in der Strada Logofătul Luca Strioci nr. 15.
Zudem unterhält Österreich Honorarkonsulate in Temeswar (Strada Mărășești nr. 7, Ap. 2) und in Hermannstadt (Strada General Magheru nr. 4).